# Elezione imperiale del 1658

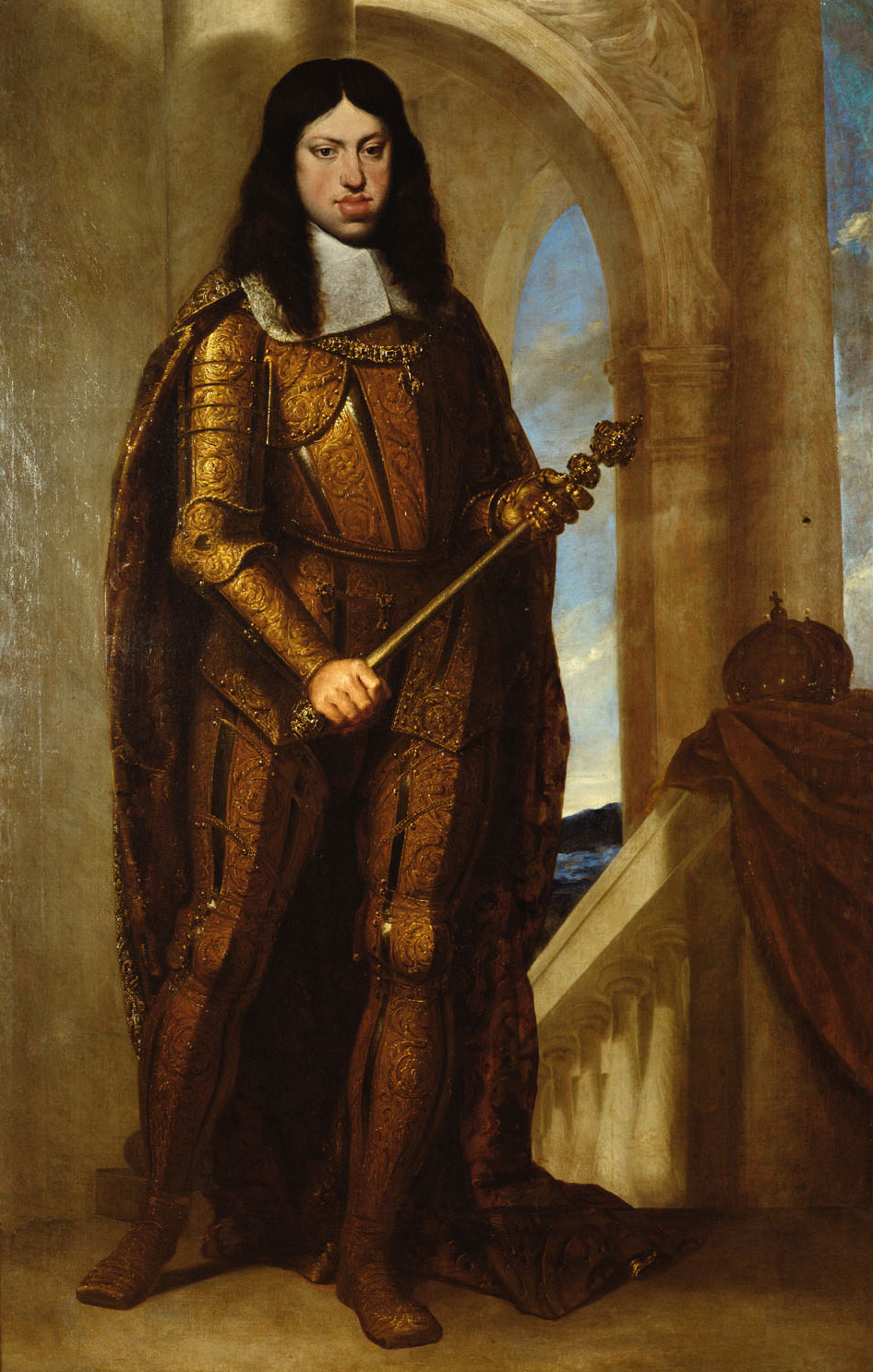
L'imperatore Leopoldo I d'Asburgo.

L'elezione imperiale del 1658 si è svolta a Francoforte sul Meno il 18 luglio 1658.

## Contesto storico
L'imperatore Ferdinando III d'Asburgo morì il 2 aprile 1657. Dopo più di un anno di interregno i principi elettori si riunirono a Francoforte per eleggere il suo successore. Il cardinale Giulio Mazzarino, ministro del re di Francia, sperava di approfittare della giovane età del figlio di Ferdinando, Leopoldo (18 anni), per porre sul trono imperiale l'elettore Ferdinando Maria di Baviera o qualche altro principe estraneo al casato agli Asburgo. Per evitare un pareggio Leopoldo accettò di astenersi dal voto.

## Principi elettori
| Principe elettore | Principe elettore                   | Titolo elettorale        | Altri titoli                     | Confessione |
| ----------------- | ----------------------------------- | ------------------------ | -------------------------------- | ----------- |
|                   | Johann Philipp von Schönborn        | Arcivescovo di Magonza   | Vescovo di Würzburg              | Cattolico   |
|                   | Karl Kaspar von der Leyen           | Arcivescovo di Treviri   |                                  | Cattolico   |
|                   | Massimiliano Enrico di Baviera      | Arcivescovo di Colonia   | Vescovo di Liegi                 | Cattolico   |
|                   | Leopoldo I d'Asburgo (astenuto)     | Re di Boemia             | Arciduca d'Austria Re d'Ungheria | Cattolico   |
|                   | Ferdinando Maria di Baviera         | Duca di Baviera          |                                  | Cattolico   |
|                   | Giovanni Giorgio II di Sassonia     | Duca di Sassonia         |                                  | Luterano    |
|                   | Federico Guglielmo I di Brandeburgo | Margravio di Brandeburgo | Duca di Prussia                  | Calvinista  |
|                   | Carlo I Luigi del Palatinato        | Conte Palatino del Reno  |                                  | Calvinista  |

## Esito
Malgrado le macchinazioni di Mazzarino, Leopoldo incontrò poche difficoltà e venne eletto imperatore il 18 luglio 1658. Fu poi incoronato il 1º agosto di quello stesso anno nel Duomo di Francoforte sul Meno.